# 4567 Bečvář
4567 Bečvář là một tiểu hành tinh vành đai chính với chu kỳ quỹ đạo là 1518.5011011 ngày (4.16 năm).
Nó được phát hiện ngày 17 tháng 9 năm 1982.